# Clark International Airport

i8
i11
i13
Der Clark International Airport (Filipino Paliparang Pandaigdig ng Clark, IATA-Code: CRK, ICAO-Code: RPLC) ist der Flughafen der philippinischen Stadt Angeles City. Er befindet sich rund 80 Kilometer nordwestlich der Hauptstadt Manila auf dem Gebiet der Gemeinde Mabalacat. Bis zum Ausbruch des Vulkans Pinatubo, im Jahre 1991, diente der Flughafen unter dem Namen Clark Air Base der US Air Force als einer ihrer wichtigsten Stützpunkte im asiatischen Raum.

## Geschichte

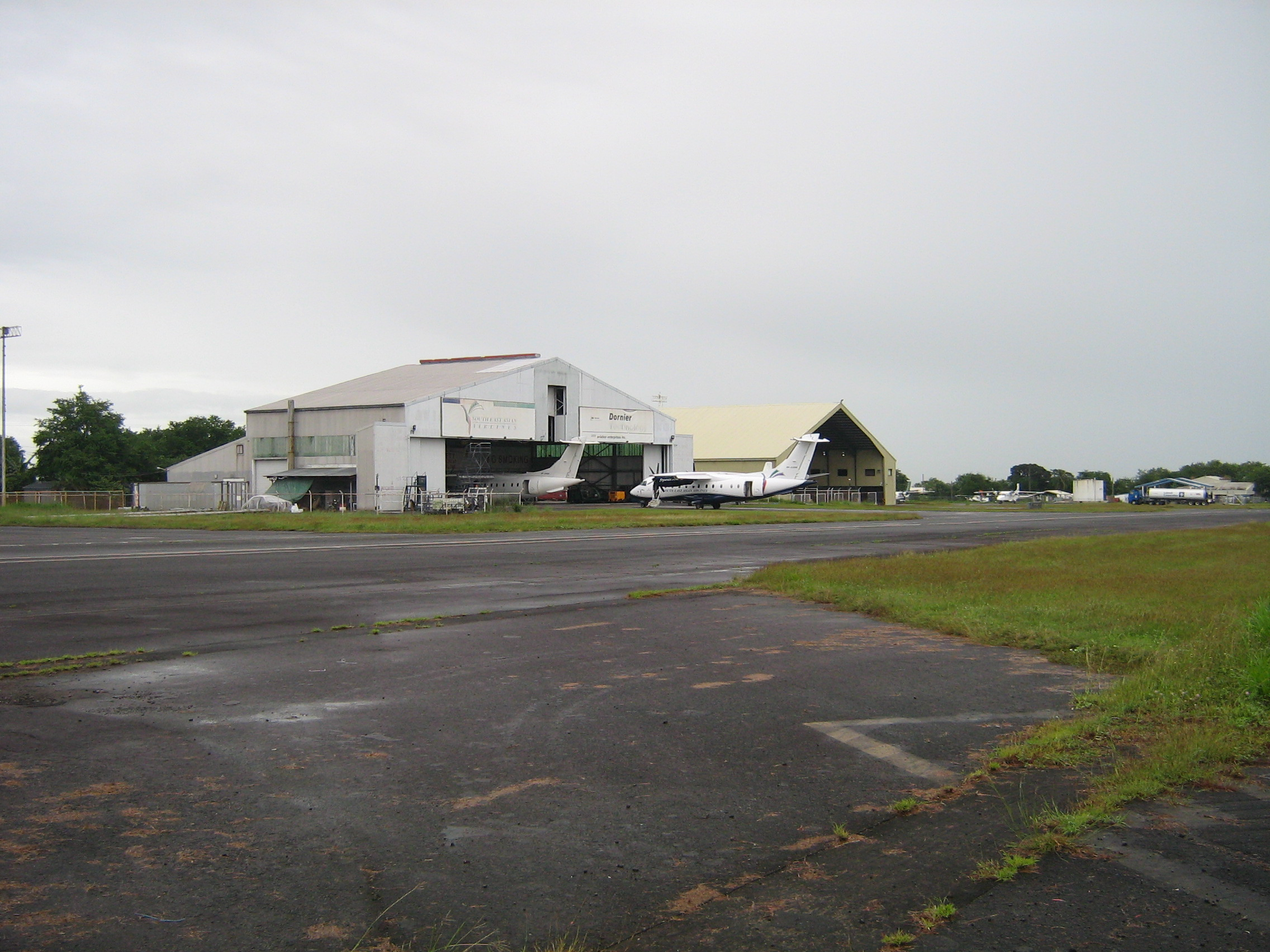
Hangars am Clark International Airport

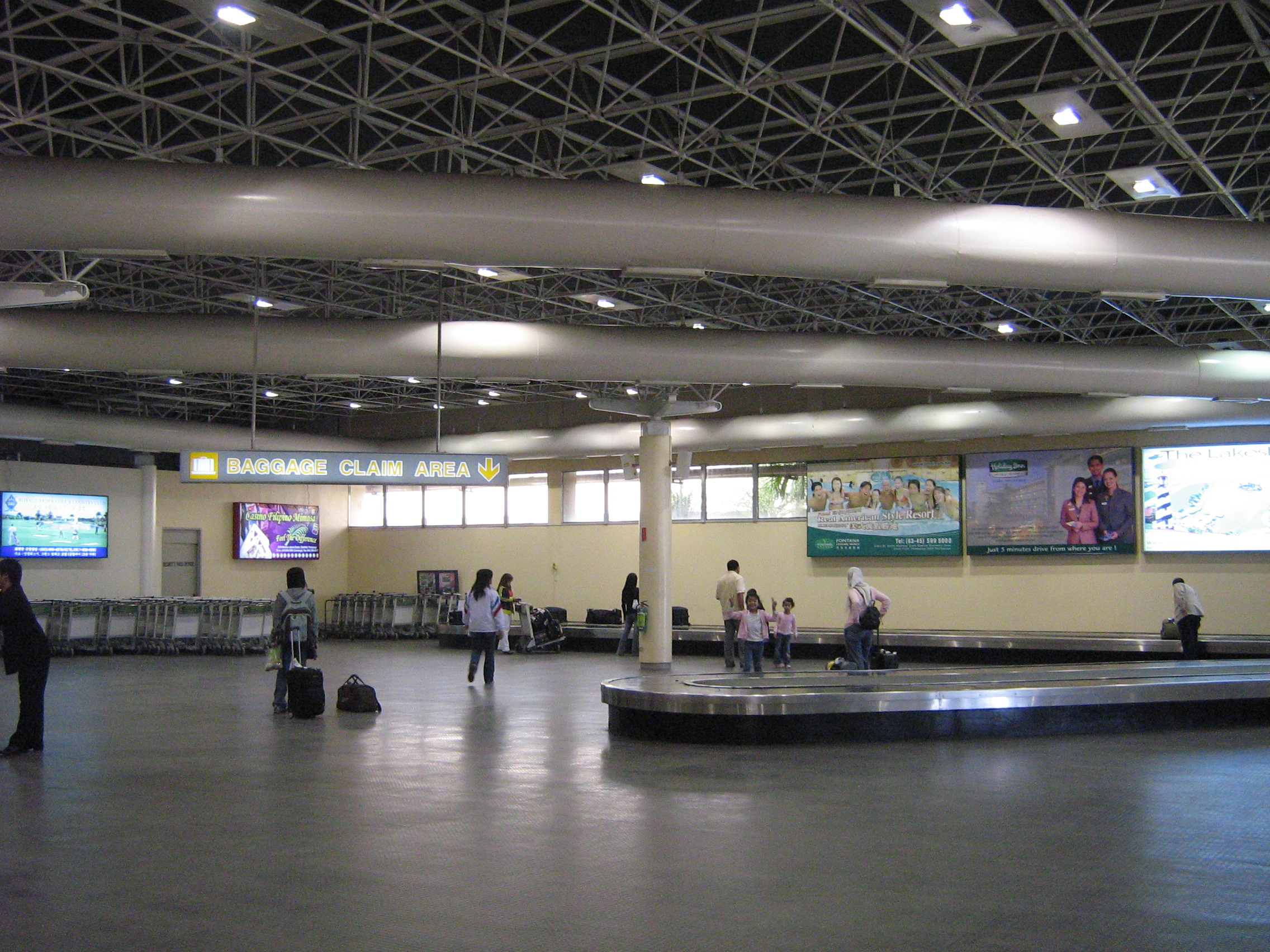
Gepäckausgabe im früheren Terminal am Clark International Airport

Die Anfänge des Flughafens gehen auf eine amerikanische Militärbasis zurück, welche 1902 unter dem Namen Fort Stotsenburg errichtet wurde. Der östliche Teil von Fort Stotsenburg wurde schließlich 1917 in ein Flugfeld umgewandelt und trug ab 1919 den Namen Clark Air Field. Im Jahr 1947 wurde der gesamte Stützpunkt, bestehend auf dem Fort Stotsenburg und dem Clark Air Field zur Clark Air Base umbenannt. Während des Kalten Krieges war die Clark Air Base ein bedeutender amerikanischer Luftwaffenstützpunkt im pazifischen Raum und spielte auch während des Vietnamkriegs für die USA bis 1975 eine wichtige Rolle bei der logistischen Versorgung der Militäreinheiten in Vietnam.
Nach Ausbruch des Vulkans Mount Pinatubo im Juni 1991, welcher massive Schäden an dem Luftwaffenstützpunkt hinterließ, zogen sich die Amerikaner von der Clark Air Base zurück und übergaben diese im November 1991 an die philippinische Regierung. In den folgenden Jahren erfolgte eine Umbenennung in Clark International Airport und eine Entwicklung zum zivilen Flughafen wurde vorangetrieben. Unter Präsident Fidel Ramos wurde 1995 verkündet, den Flughafen neben dem Ninoy Aquino International Airport in Manila zum zweiten internationalen Großflughafen der Philippinen auszubauen zu wollen. Im Juli 2001 wurde der Name des Flughafens geändert in Diosdado Macapagal International Airport, abgekürzt DMIA. Diosdado Macapagal war der neunte philippinische Präsident und stammte aus der Provinz Pampanga, in der sich der Flughafen befindet. Im Jahr 2012 erfolgte eine abermalige Umbenennung zurück zu Clark International Airport. Um aufkommende Kritik an dieser Namensänderung zu beschwichtigen, wurde als Kompromiss das Passagier-Terminal 1 zum Diosdado Macapagal Terminal benannt.
Die Annahme des Flughafens als künftiger Hauptstadtflughafen unter Fluggesellschaften und Passagieren geht unterdessen noch zögerlich vonstatten. Mehrere Fluggesellschaften, welche zuvor bereits ab Clark gestartet waren, darunter etwa Emirates in 2013 mit einer täglichen internationalen Verbindung nach Dubai oder auch Air Asia Philippines in 2012 mit nationalen Verbindungen, zogen sich zunächst wieder aus Clark zurück, weil die Fluggastzahlen hinter den Erwartungen zurückgeblieben waren. Wie ein Sprecher von Air Asia Philippines sagte, war die schlechte Verkehrsanbindung aus dem doch rund 100 Kilometer entfernten Manila unterschätzt worden. Dies soll sich mit einem derzeit im Bau befindlichen wichtigen Verbindungsstück zwischen den Schnellstraßen NLEX im Norden und SLEX im Süden Manilas verbessern. Damit soll sich künftig die Zeit für den Transit durch das Stadtgebiet Manilas von heute bis zu 2 Stunden auf etwa 20 Minuten verkürzen. Eine Fertigstellung ist für das Jahr 2021 anvisiert. Nach Verhandlungen mit dem Flughafenbetreiber kehrte Emirates 2016 nach Clark zurück, nun mit einer täglichen Verbindung von Dubai via Cebu nach Clark.
Am 22. April 2019 stürzte bei einem Erdbeben ein Teil der Decke eines Passagierterminals ein. Der Flughafen wurde zur Begutachtung der Schäden für 24 Stunden gesperrt.
Ein neues Terminal wurde 2022 eröffnet, seit 2. Mai 2022 werden alle Flüge des Flughafens am neuen Terminal abgefertigt.

## Fluggesellschaften und Ziele
Es gibt vom Clark International Airport sowohl internationale als auch Inlandsflüge.
International:
- Cebu Pacific (Hongkong, Macau, Singapur)
- Qatar Airways (Doha)[9]
- Emirates (Dubai)[10]
- Dragonair (Hongkong)
- Tigerair (Hongkong, Singapur)
- Asiana Airlines (Seoul)
- Jin Air (Seoul)
- Air Asia (Kuala Lumpur)

| Airline      | Destination                               |
| ------------ | ----------------------------------------- |
| AirSwift     | El Nido (Wiederaufnahme October 27, 2022) |
| Cebgo        | Cebu                                      |
| Cebu Pacific | Cebu                                      |
| Emirates     | Dubai                                     |
| Fly Gangwon  | Yangyang                                  |
| Jeju Air     | Seoul–Incheon                             |
| Jin Air      | Busan, Seoul-Incheon                      |
| Jetstar Asia | Singapur                                  |

National:
- Cebu Pacific (Bohol-Panglao, Cebu)
- Philippine Airlines (Bohol-Panglao, Busuanga, Caticlan, Cebu, Davao, Puerto Princesa)
- Air Asia Philippines (Davao, Kalibo, Caticlan, Puerto Princesa)